# Frank Sinkwich
Frank Francis Sinkwich Sr. (Zagabria, 10 ottobre 1920 – Athens, 22 ottobre 1990) è stato un giocatore di football americano statunitense che ha giocato nei ruoli di halfback e quarterback nella National Football League (NFL) e nella All-America Football Conference. Fu la prima scelta assoluta del Draft NFL 1943 da parte dei Detroit Lions. Al college giocò a football all'Università della Georgia dove vinse l'Heisman Trophy, il massimo riconoscimento individuale a livello universitario.

## Carriera professionistica
Sinkwich fu scelto come primo assoluto del Draft 1943 da parte dei Detroit Lions. Nei due anni passati nel Michigan fu inserito due volte nella formazione ideale della stagione All-Pro nel 1943 e 1944, venendo premiato come MVP della NFL nel 1944. Dopo due anni a Detroit, Sinkwich servì sia nel corpo dei Marine degli Stati Uniti sia nelle Forze Aeree, ma un infortunio al ginocchio subito mentre giocava con la squadra di queste ultime ostacolò la sua carriera quando tornò a giocare come professionista nel 1946 e 1947. Fu inserito nella College Football Hall of Fame nel 1954.

## Palmarès
- MVP della NFL: 1

1944
- All-Pro: 2

1943, 1944
- Heisman Trophy: 1

1940
- Atleta maschile dell'anno dell'Associated Press: 1

1942
- College Football Hall of Fame
- Numero 21 ritirato dai Georgia Bulldogs

## Statistiche
| Yard passate       | 1.913 |
| Touchdown passati  | 19    |
| Yard su corsa      | 1.090 |
| Touchdown su corsa | 7     |